# 車里雅賓斯克總站

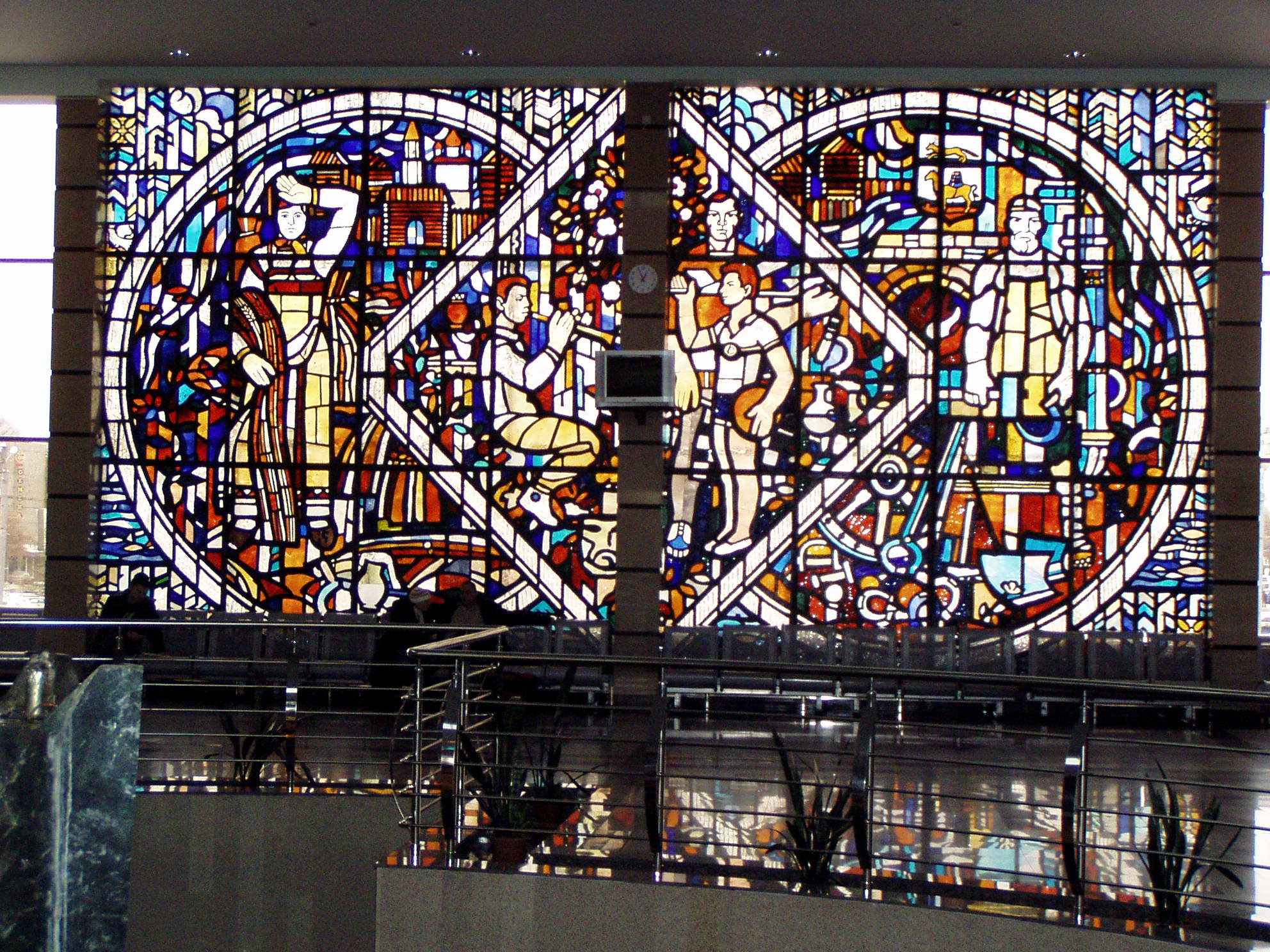
站內的彩色玻璃窗

車里雅賓斯克總站（俄语：Челябинск-Главный）是俄羅斯車里雅賓斯克的主要鐵路車站。

## 歷史
車里雅賓斯克的第一座車站啟用於1892年，1934年南烏拉爾鐵路建成後，對車站大樓進行了改建。到了20世紀50年代末，因原有車站無法應對不斷增加的客流量，因此決定建造一個新車站，新站於1965年11月5日落成。